# Menora van de tweede Joodse Tempel

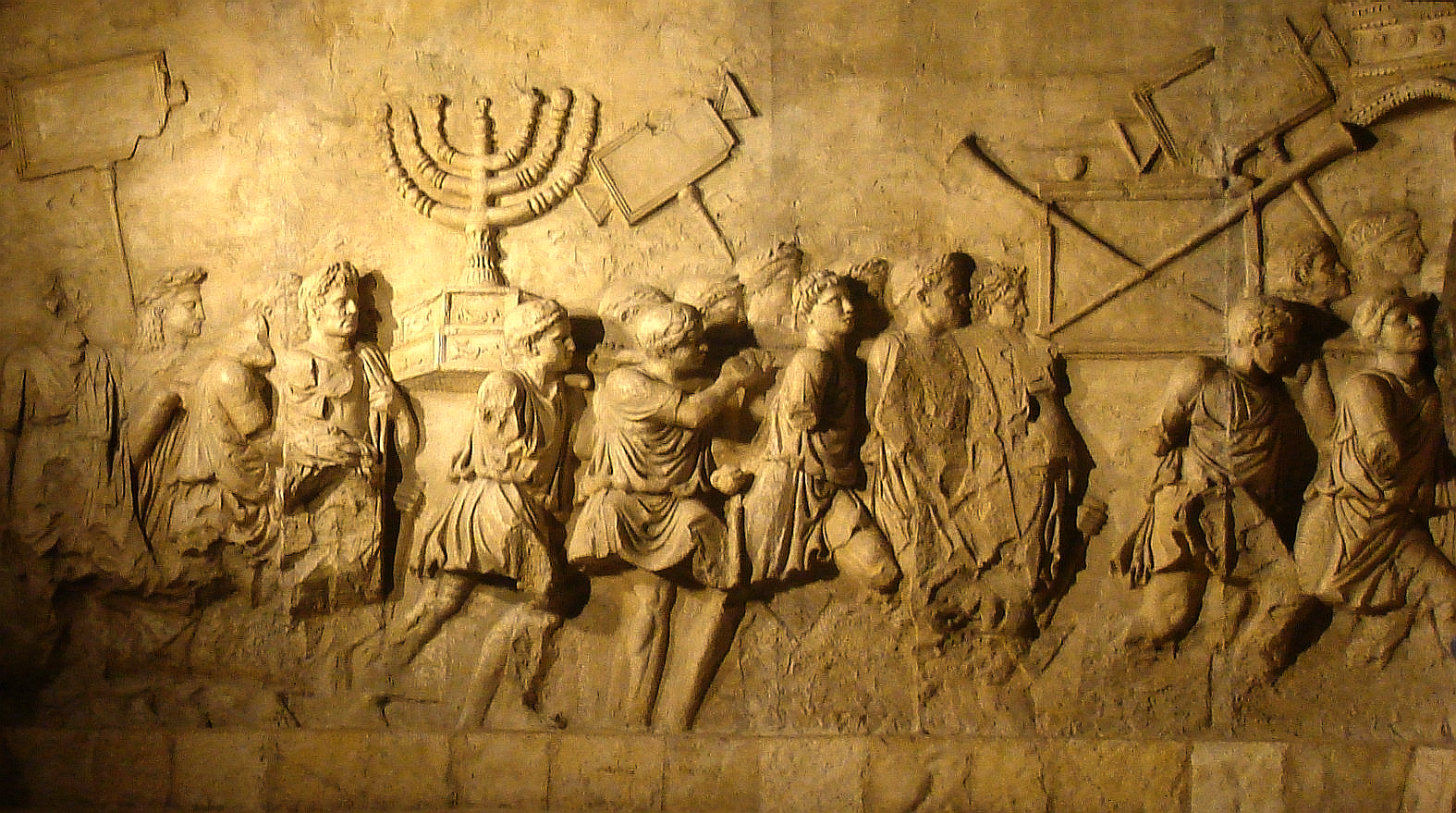
Triomfboog van Titus, Rome. De menora uit de Tempel wordt als krijgsbuit meegevoerd.

Het Wapen van Israël met de Menora van de tweede tempel

De Menora van de tweede Joodse Tempel stond in de 1e eeuw in de Joodse Tempel in Jeruzalem. 
Deze menora was een van de belangrijkste tempelschatten en was gemaakt van massief goud. Bij de verwoesting van de Joodse tempel in 70 werd de menora als oorlogsbuit meegenomen naar Rome en daar tentoongesteld. De verdere geschiedenis van dit heilige voorwerp is omgeven met mythes. De menora staat duidelijk afgebeeld op een antiek reliëf in Rome en de menora in het wapen van Israël is hierop gebaseerd.

## Geschiedenis
In het jaar 70 werd de Joodse Tempel verwoest bij de verovering van Jeruzalem, door de Romeinen onder Titus. Een aantal heilige voorwerpen en schatten konden echter uit de tempel worden gered en werden door Titus meegenomen naar Rome, waar ze in een grootse triomftocht aan het Romeinse publiek werden getoond. Op het bekende reliëf in de Boog van Titus uit 81 n.Chr. staat dit tafereel afgebeeld. Hier is ook de menora zichtbaar, de enige contemporaine afbeelding die er van bekend is. De Joodse tempelschatten werden daarna in de Vredestempel van Vespasianus tentoongesteld. Er zijn diverse vermeldingen in 2e-eeuwse bronnen van mensen die de heilige voorwerpen hadden bezichtigd. In 192 brandde de Vredestempel tot de grond toe af, maar of de menora en andere joodse schatten hierbij verloren gingen is onduidelijk. Over de verdere geschiedenis van de menora bestaat weinig duidelijkheid, al zijn er veel mythische verhalen ontstaan. 
In 455 werd Rome geplunderd door de Vandalen. Hierbij zouden de menora en de andere voorwerpen door de Vandalen zijn meegenomen naar Carthago. Volgens de historicus Edward Gibbon zonk de boot met de tempelschatten op weg naar Afrika en zou de menora nu op de zeebodem liggen. Volgens de 6e-eeuwse schrijver Procopius was de menora echter wel in Carthago aangekomen. Procopius schrijft over de verovering van de stad door de Byzantijnse generaal Belisarius. Hij nam de menora en de andere tempelschatten mee terug naar Constantinopel, waar hij ze (net als zijn voorganger Titus) in triomftocht mee door de stad voerde. Na deze gebeurtenis zou een joodse man keizer Justinianus I hebben gewezen op het feit dat ieder die de menora in zijn bezit heeft door het ongeluk getroffen zal worden. De keizer zou kort daarna de menora terug naar Jeruzalem hebben gestuurd. Dit laatste deel van het verhaal lijkt vooral een mythe te zijn, er zijn geen bronnen bekend die de in Jeruzalem teruggekeerde menora vermelden. Andere bronnen melden dat de menora in Constantinopel achterbleef en andere schatten naar Jeruzalem werden teruggebracht. De menora zou dan bij de Val van Constantinopel in 1204 weer door de Venetiërs naar Italië zijn gebracht. 
In weer andere verhalen heeft de menora Rome nooit verlaten, maar werd de kandelaar al in de late oudheid door de paus in beslag genomen. De menora zou tot op heden in het geheim worden vereerd in de kelders van het Vaticaan. Dit laatste verhaal lijkt echter een mythe, die is ontstaan onder Joodse immigranten in Amerika. Dat dit verhaal onder grote delen van de Israëlische bevolking wordt geloofd, leidde er in 1997 toe dat de Israëlische minister van religieuze zaken, Shimon Shetreet, de paus vroeg de menora terug te geven. In 2004 heeft zelfs de Israëlische president Moshe Katsav het Vaticaan verzocht om een lijst te maken met goederen en schatten afkomstig uit de Tweede Tempel, die het Vaticaan in bezit zou hebben. Er is echter geen enkel bewijs dat deze zaken zich daar ook echt bevinden. Twee Israëliërs probeerden in 2009 nog Paus Benedictus XVI te laten arresteren bij zijn bezoek aan Israël, zodat hij gedwongen kon worden de menora terug te geven. De Temple Mount Faithful Movement is een voorbeeld van een religieuze joodse beweging die de Joodse Tempel weer wil herbouwen en ervan overtuigd is dat het Vaticaan de menora nog in bezit heeft. Zij verzoeken de paus ook regelmatig om teruggave van dit heilige voorwerp, zodat ze het in hun herbouwde tempel kunnen plaatsen.
Hoewel het uiteindelijke lot van de menora onbekend is, is het niet onwaarschijnlijk dat dit grote gouden voorwerp al in de oudheid of de vroege middeleeuwen in handen van dieven is gekomen en is omgesmolten.